# Leo Gestel
Leo Gestel (Woerden, 22 de novembro de 1881—Hilversum, 26 de novembro de 1941) foi um pintor holandês.
Leo Gestel experimentou com o cubismo, expressionismo, futurismo e pós-impressionismo. Junto com Piet Mondrian, foi um dos principais artistas do modernismo  holandês.

## Carreira
Seu pai, Willem Gestel, também artista, diretor da Woerdense Avondteekenschool, deu-lhe as suas primeiras lições de desenho. Também recebeu lições de um tio em Eindhoven. Estudou na Academia Estatal de Belas Artes em Amsterdam. 
Influenciado pelo fauvismo e o cubismo, desenvolveu a maior parte da sua obra num estilo expressionista, influenciado pela escola belga de Sint-Martens-Latem e Constante Permeke. Posteriormente evoluiu para certa abstração. Afetado por problemas de estômago, faleceu após uma longa doença.